# Akira Takasaki
Akira Takasaki (高崎 晃 Takasaki Akira) nació el 22 de febrero de 1961 en Osaka, Japón. Es mundialmente famoso por ser el guitarrista y fundador de la banda Loudness, uno de los grupos más importantes de la música contemporánea japonesa y destacada banda del heavy metal de la década de los 80.
La carrera de Akira como guitarrista comienza cuando, a los 14 años, gana un concurso de guitarra en la televisión. Tras eso entra a formar parte del grupo de pop rock Lazy, junto a batería Munetaka Higuchi. Tras sacar cinco discos en la segunda mitad de los 70 el estilo de Takasaki irá evolucionando hacia el heavy metal y el hard rock, por lo que en 1981 decide crear su propia banda, Loudness, que tendrán una constante actividad en directo publicando casi una media de un disco por año desde su fundación hasta la actualidad. En 1982 además publica su primer trabajo en solitario Tusk of Jaguar. Entre 1998 y 2002 se verá implicado en una reunión de Lazy que dará lugar a dos discos y un tour. En esa época comenzará a utilizar guitarras Killer, compañía fundada y dirigida por  el guitarrista George Azuma y para la que Takasaki diseñará algunos modelos.
Takasaki es un guitarrista con un estilo de guitarrista de heavy metal tradicional tanto a nivel compositivo como de ejecución. Destaca por crear veloces y complejos riffs tocados a gran velocidad, con una cierta influencia neoclásica en sus solos. Suele utilizar técnicas de alternate picking, vibratto y algunas veces tremolo picking. Como compositor destaca por crear temas muy melódicos en una onda heavy clásico, con estribillos bien construidos. Takasaki ha declarado que sus grandes influencias son la música tradicional japonesa, Michael Schenker de UFO y Ritchie Blackmore de Deep Purple. En su día fue comparado con los grandes guitarristas occidentales de heavy metal de su generación: Eddie Van Halen, David Chastain o Yngwie Malmsteen.
Habitualmente Akira Takasaki utiliza guitarras ESP o Killer (normalmente un modelo diseñado por él mismo). Tanto en los inicios como en los últimos años con Loudness ha utilizado amplificadores Marshall. A finales de los 80 y principios de los 90 utilizó amplificadores Metaltronix. También ha utilizado amplificadores combo Roland JC-120 y Mesa Boogie. En directo ha utilizado delays Roland, pedales de efectos Ibanez, Boss y Guyatone y altavoces Celestion en sus pantallas.

## Discos en solitario
- Tusk of Jaguar (1982)
- Ki (1994)
- Wa (1996)
- Gene Shaft (2001)
- Made in Hawaii (2002)
- Splash Mountain (2004)
- Maca (2005)
- Osaka Works #128 (2006)
- Nenriki (2006)
- Black Brown (2007)